# Robert Jay Mathews
Robert Jay Mathews (Marfa, Texas, 16 de enero de 1953 - 8 de diciembre de 1984, Whidbey Island, en Washington) fue un activista neonazi estadounidense y líder del grupo The Order, un grupo militante supremacista blanco estadounidense.
En diciembre de 1984, las autoridades fueron capaces de seguir a Mathews hasta una casa en la Whidbey Island, Condado de Island donde se le obligó a rendirse. Durante el tiroteo, la casa fue incendiada por bengalas incendiarias y resultó envuelta en llamas y Robert Jay Mathews falleció quemado vivo. Después de esto, Mathews fue considerado un mártir por algunos nacionalistas blancos.
Mathews es caracterizado en la gran pantalla por el actor Nicholas Hoult en la película The Order: La hermandad silenciosa (2024) del director australiano Justin Kurzel.

## Biografía
Mathews nació en la localidad de Marfa, Texas, el día 16 de enero de 1953, el menor de tres hijos de Johnny y Una Mathews. 
Su padre, de ascendencia escocesa, fue alcalde de la ciudad y presidente de la Cámara de Comercio, empresario y líder de la iglesia metodista local. Su madre era del Club Scout de la ciudad.
Su familia se mudó a Phoenix, Arizona. Fue un estudiante promedio en la escuela primaria y la historia y la política le interesaban. A los 11 años, se unió a la Sociedad John Birch, un grupo de defensa de derecha que apoyaba el paleoconservadurismo, el anticomunismo y el gobierno limitado. Fue bautizado en la iglesia de Jesucristo de los Santos de los Últimos Días en 1969.
Mathews formó los Hijos de la Libertad, una milicia anticomunista cuyos miembros eran principalmente supervivientes mormones. En su apogeo, con 30 miembros. Después de completar el formulario W-4, supuestamente como un acto de resistencia fiscal, fue arrestado por fraude fiscal, juzgado y puesto en libertad condicional durante seis meses. 
Después de una pelea entre los miembros mormones y no mormones de los Hijos de la Libertad, la organización se estancó y Mathews se retiró de ella.
Después de que terminó su libertad condicional en 1974, se mudó a Metaline Falls, Washington, donde Mathews y su padre compraron 60 acres boscosos para su casa. Mathews y Debbie McGarity se casaron en 1976. Crio ganado escocés de Galloway. Él y Debbie adoptaron un hijo en 1981. Más tarde, Mathews tuvo una hija biológica con su amante, Zillah Craig.

## La Orden
Mathews se convirtió en un supremacista blanco y en 1982 hizo un esfuerzo por reclutar familias blancas para el noroeste del Pacífico, o el Bastión Blanco Americano.
En 1983, Mathews dio un discurso en una convención de la Alianza Nacional informando sobre sus esfuerzos por reclutar, especialmente entre "los granjeros y camioneros independientes ", para su grupo White American Bastion. Mathews era fanático de la novela de extrema derecha de 1978 The Turner Diaries (Los diarios de Turner) escrita por el fundador de la Alianza Nacional William Luther Pierce.
A finales de septiembre de 1983, en un cuartel que construyó en su propiedad en Metaline, Mathews y otros ocho hombres fundaron la organización The Order. Entre ellos se encontraban su amigo y vecino, Ken Loff, y otros de las Naciones Arias y la Alianza Nacional. La primera tarea del grupo, según el plan de Mathews, era obtener dinero para apoyar el separatismo blanco. Robaron una librería para adultos en Spokane, Washington, y ganaron 369,10 dólares. Estuvieron de acuerdo en que era demasiado arriesgado y se dedicaron al robo de vehículos blindados y a la falsificación. Imprimieron billetes falsos de 50 dólares y Bruce Pierce, de 28 años, fue arrestado por su uso.
Para aumentar la fianza de Pierce, Mathews, actuando solo, robó un banco al norte de Seattle, Washington, robando alrededor de 26.000 dólares. Algunos de los miembros de La Orden, junto con un nuevo recluta, Gary Yarborough, llevaron a cabo más robos y hurtos, con los que obtuvieron más de 43.000 dólares. Otro recluta, Tom Martínez, fue capturado y acusado de pasar más moneda falsificada. Luego, en julio de 1984, desplegaron una docena de hombres en un intento exitoso de robar un camión de Brink's por valor de 3.600.000 dólares.
El grupo distribuyó parte del dinero robado al Partido Patriota Blanco, con sede en Carolina del Norte, y a otras organizaciones nacionalistas blancas.

## Últimos días
Mathews escribió una carta declarando la guerra al gobierno federal de los Estados Unidos y justificando sus acciones. En él, describe las amenazas proferidas a miembros de su familia por agentes de la Oficina Federal de Investigaciones (FBI), mientras estaba fuera de su casa, así como una serie de atentados contra su vida por parte de otros agentes del gobierno. Explicó las razones de su decisión de "dejar de ser cazado y convertirse en cazador", y cerró escribiendo: "No voy a esconderme[;] más bien presionaré al FBI y les haré saber lo que es convertirse en cazador". los cazados. Al hacerlo, hay que suponer que mis días en este planeta están llegando rápidamente a su fin. Aun así, no tengo miedo. Porque la realidad de mi vida es la muerte, y lo peor que el enemigo puede hacerme "Es acortar mi período de servicio en este mundo. Me iré sabiendo que he hecho el máximo sacrificio para asegurar el futuro de mis hijos". 
Mathews y los demás miembros de La Orden finalmente fueron traicionados por Martínez, quien se convirtió en informante del FBI después de su arresto por falsificación. Después de que reveló información sobre las actividades de Mathews al FBI, los agentes se movilizaron para capturar a Mathews y sus asociados, lo que llevó a una de las persecuciones humanas más grandes en la historia del FBI. Para cuando pudieron montar la operación, todos los cómplices y amigos de Mathews habían decidido mudarse a casas seguras. Los agentes del gobierno rodearon a Mathews en una casa cerca de Freeland, Washington, en Whidbey Island, el 7 de diciembre de 1984. Mathews se negó a salir del armario y las negociaciones continuaron hasta el 8 de diciembre. Luego, el FBI disparó docenas de granadas de humo, pero se vio frustrado por el uso de una máscara de gas. Mathews abrió fuego contra varios agentes que intentaron entrar a la casa y comenzó un largo enfrentamiento. Cuando apareció un helicóptero al anochecer, Mathews abrió fuego contra él desde ventana del piso de arriba. La tripulación del helicóptero resultó herida y luego una vez más intercambiaron disparos con agentes federales. Luego, un agente del FBI disparó tres bengalas M79 Starburst dentro de la casa desde el helicóptero, haciendo estallar una caja de granadas de mano y municiones. Mathews continuó disparando un rifle de asalto a los agentes mientras la casa ardía. Después de que los restos se enfriaron lo suficiente como para ser registrados, los agentes encontraron los restos quemados del cuerpo de Mathews, de 31 años, con una pistola todavía en la mano. Una autopsia concluyó que Mathews había muerto por una combinación de quemaduras e inhalación de humo. Mathews había disparado más de 1.000 balas contra las fuerzas del orden, pero ningún agente resultó herido. 
Los restos de Mathews fueron incinerados y las cenizas esparcidas por su familia en su propiedad en Metaline, Washington.
Al final, decenas de personas fueron condenadas por delitos relacionados con La Orden, por extorsión, conspiración, falsificación, transporte de dinero robado, robo de vehículos blindados y violación de los derechos civiles.
Posteriormente, diez personas relacionadas con el caso fueron juzgadas por sedición, pero fueron absueltas por un jurado.